# Список послов СССР и России в Антигуа и Барбуде
В статье представлен список послов СССР и России в Антигуа и Барбуде.
- 5 января 1990 г. — установлены дипломатические отношения на уровне посольств. Со стороны России осуществляются через посольство на Ямайке.

## Список послов
| Срок полномочий                   | Посол                             | Годы жизни | Вручение верительных грамот | Комментарии         |
| --------------------------------- | --------------------------------- | ---------- | --------------------------- | ------------------- |
| СССР                              |                                   |            |                             |                     |
| 20 августа 1990 — 25 декабря 1991 | Владимир Александрович Романченко | 1932—      |                             | По совместительству |
| Российская Федерация              |                                   |            |                             |                     |
| 25 декабря 1991 — 5 января 1994   | Владимир Александрович Романченко | 1932—      |                             | По совместительству |
| 5 января 1994 — 8 мая 1998        | Игорь Иванович Яковлев            | 1934—2013  |                             | По совместительству |
| 8 мая 1998 — 5 августа 2000       | Николай Михайлович Владимир       | 1947—      |                             | По совместительству |
| 12 августа 2000 — 28 февраля 2005 | Эдуард Рубенович Малаян           | 1947—      |                             | По совместительству |
| 28 февраля 2005 — 24 марта 2006   | Игорь Владимирович Лебедев        | 1945—2006  |                             | По совместительству |
| 20 декабря 2006 — 20 февраля 2012 | Виктор Гаврилович Зотин           | 1947—      |                             | По совместительству |
| 12 апреля 2012 — 14 марта 2016    | Владимир Михайлович Поленов       | 1951—      |                             | По совместительству |
| 14 марта 2016 — 24 мая 2021       | Владимир Николаевич Винокуров     | 1954—      |                             | По совместительству |
| 24 мая 2021 — настоящее время     | Сергей Святославович Петрович     | 1969—      | 4 октября 2021              | По совместительству |